# Luft-Abgas-System
Beim Luft-Abgas-System, auch Luft-Abgas-Schornstein (LAS) oder auch Abgas-Zuluft-System (AZ-System) werden die warmen Abgase und die kühle Zuluft einer Heizungsanlage durch zwei flächig verbundene, aber gasdicht voneinander abgetrennte Leitungen geführt. Meist verläuft das schlankere Abgasrohr konzentrisch innerhalb des Zuluftrohrs. 
Die Führung der Zuluft im Ringspalt zwischen Innen- und Außenrohr entspricht dem Stand der Technik, da durch die Rohrwandung die Restwärme des Abgases an die Zuluft übertragen und bei Brennwertgeräten die Wärmerückgewinnung durch Kondensatbildung gesteigert werden kann.

## Ursprung

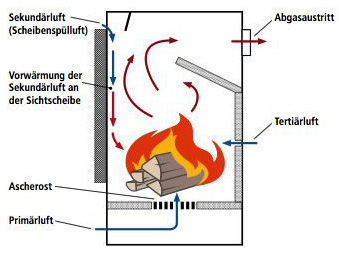
Beschreibung der Verbrennungsluft

Bei jeder Verbrennung im Haus muss die benötigte Menge an Frischluft auf irgendeinem Weg zur Feuerstelle gelangen. Bei Altbauten hatten einst mehrere Räume einen eigenen Ofen, und man nahm in Kauf, dass jeder Ofen im Betrieb dem Raum warme Luft entzieht und durch Türen Warmluft aus anderen Räumen oder durch Fensterrahmen und allerlei Ritzen Kaltluft von außen nachströmt, was dem Sinn des Heizens widersprach, aber „Stand der Technik“ war. Bei Wechsel auf Zentralheizung mit einem Ölkessel wurde diese raumluftabhängige Betriebsweise meist ohne Änderung beibehalten, ohne für den Kessel eine eigene Luftzufuhr einzurichten. 
Ursprünglich wurden unter LAS-Systeme nur raumluftunabhängig arbeitende Feuerstellen bezeichnet, bei denen die Verbrennungsluft aus technischen Gegebenheiten nicht der Raumluft entzogen werden konnte, etwa in einem kleinen Raum ohne Außenfenster. Heute steht jedoch der Energiegewinn im Vordergrund.

## Ausführungen
Diese können einerseits (Altbau, Modernisierung) innerhalb eines Schachtes, Kamins oder alten Schornsteines liegen, andererseits aber als Systemschornstein komplett neu erstellt werden (Neubau). Technisch sind drei Varianten möglich:
- Die Abgasleitung wird als konzentrisches Ein-Rohr-System in einem Kamin geführt, wobei die für die Verbrennung benötigte Zuluft durch den verbleibenden Querschnitt des Schachtes entgegen der Strömung des Abgases angesaugt wird.
- Die Abgasleitung wird als konzentrisches Rohr-in-Rohr-System abgeführt, wobei die Abgase im inneren Rohr und die Zuluft im äußeren Rohr geleitet werden.
- Die Abgasleitung wird als normaler dreischaliger Schornstein ausgeführt und die Verbrennungsluft wird durch einen nebenliegenden Luftschacht zugeführt.

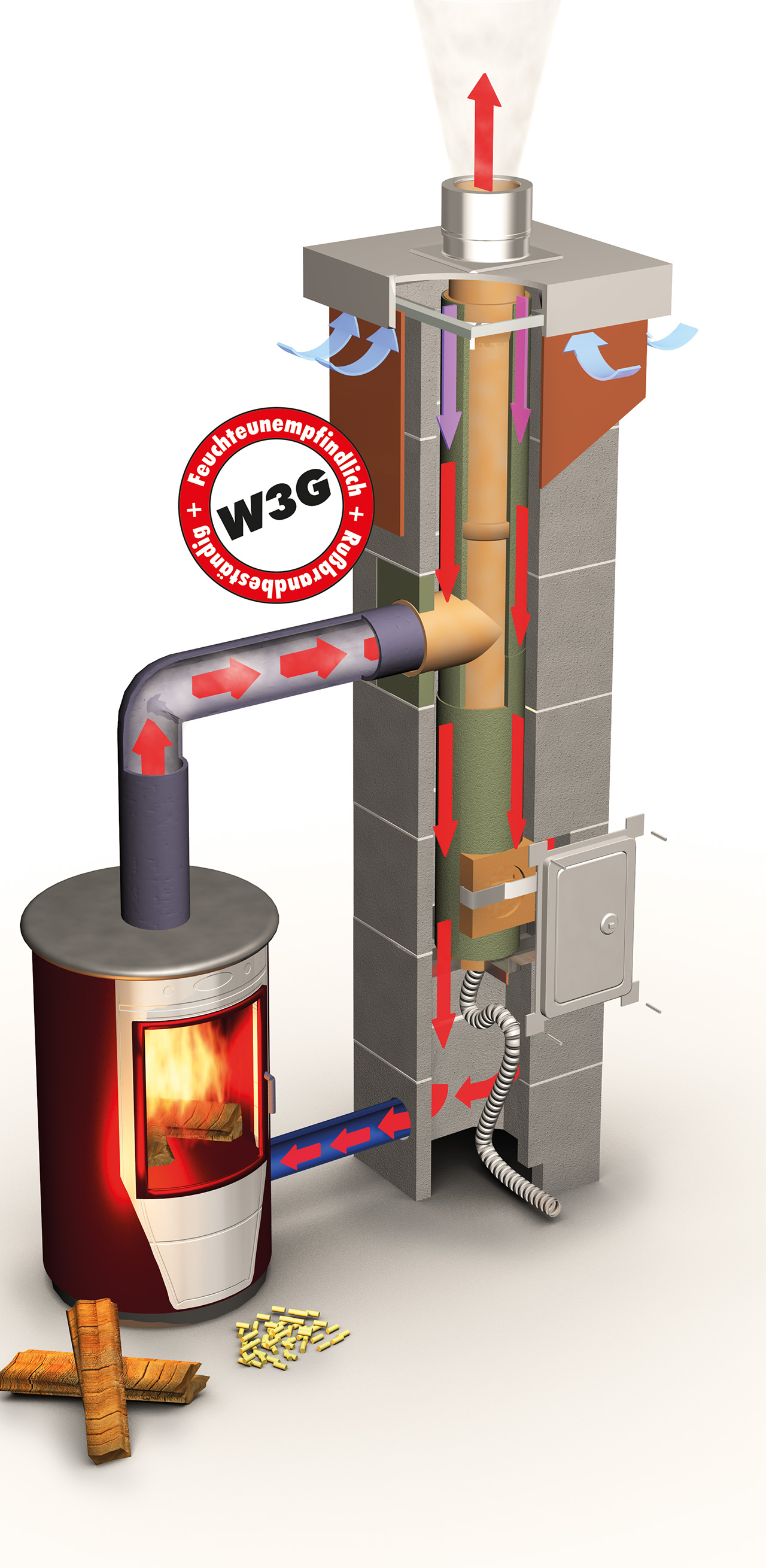
Schnitt: Konzentrischer Dreischaliger W3G-LAS-Schornstein
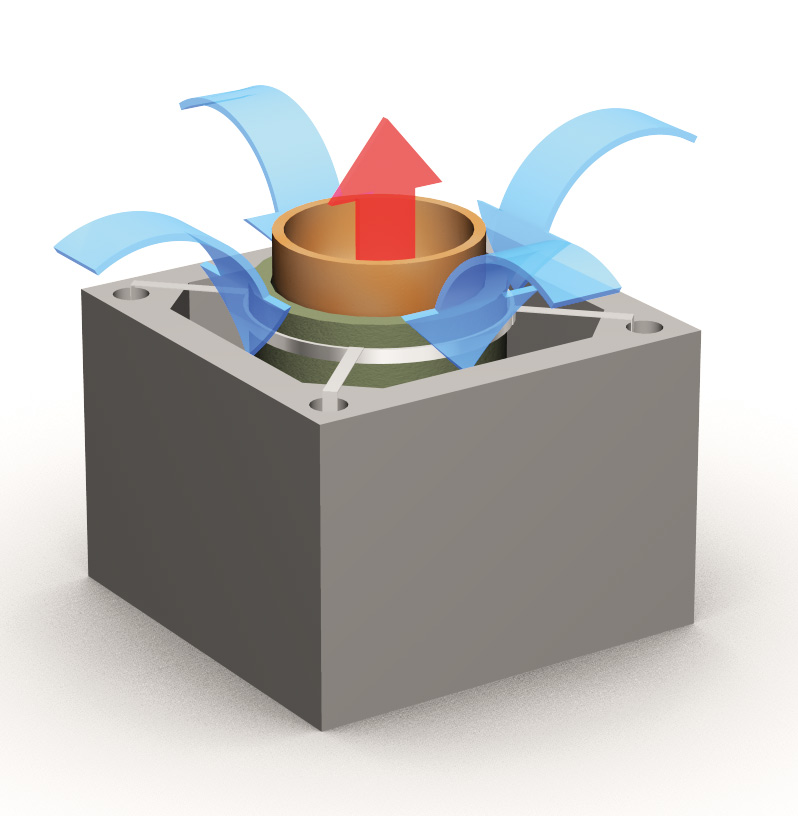
Zuluftprinzip bei einem konzentrischen LAS-Schornstein

## Vorteile und Nachteile
In den ersten beiden Fällen wird ein Teil der Wärme der durch das Abgasrohr abgeführten Abgase an die kältere, durch die äußere Umströmung oder das äußere Rohr des LAS-Systems zum Brenner geführte Zuluft abgegeben. Je nach Leitungslänge und Temperaturunterschied wird Wärme nicht nur durch direkte Wärmeabgabe der warmen Abgase an die kalte Zuluft erreicht, sondern auch die bei der Kondensation von Abgasbestandteilen (vor allem Wasserdampf) freiwerdende Kondensationsenthalpie erhöht den Wirkungsgrad des Systems (siehe Brennwerttechnik).
Bei nebenliegendem Luftschacht ist die Vorwärmung geringer, die Zuluft dadurch kälter.
Die Ansaugluft der Heizung wird durch ein LAS von z. B. −10 °C Außenlufttemperatur auf etwa 20 bis 40 °C angewärmt (je nach Rohrlänge und Abgastemperatur). Durch diese Vorwärmung der Ansaugluft ergibt sich eine Energieeinsparung. Bei sinkender Außentemperatur steigt die Effizienz des Systems, da durch ein größeres Temperaturgefälle (zwischen angesaugter Verbrennungsluft und abgeführtem Abgas) eine größere Wärmeübertragung erfolgt.
Nachteilig bei einer Frischluftzuführung im Schornstein ist, dass damit der Kamin abkühlt. Dann steht er nicht mehr als wärmendes Bauteil im Gebäude (mit fühlbarer fehlender Wärmeabstrahlung) und der Kamin fungiert als Wärmebrücke. An der Stelle, wo der konzentrische LAS-Schornstein in den Warmbereich des Gebäudes eintritt, kann dann bei hoher Luftfeuchte Schimmelbildung auftreten. Diese Problematik ist bei nebenliegendem Luftschacht wesentlich größer, hier wird die Kältebrücke durch die geringere Wärmetauscherfunktion durch das gesamte Gebäude geführt, die Gefahr der Schimmelbildung besteht auf ganzer Länge. Die Schimmelbildung tritt aber nur sehr selten auf, da die zur Schimmelbildung notwendige hohe Luftfeuchtigkeit meist nur in der Anfangszeit besteht, bedingt durch Baufeuchte in Putz und Beton des Neubaus.

## Richtlinien und Merkblätter (Auswahl)
- Muster-Verwaltungsvorschrift Technische Baubestimmungen (MVV TB).
- Muster-Feuerungsverordnung (MFeuV).
- Muster-Richtlinie über brandschutztechnische Anforderungen an Lüftungsanlagen (Muster-Lüftungsanlagen-Richtlinie – M-LüAR).
- DVGW Arbeitsblatt G 600 – Technische Regeln für Gasinstallationen (TRGI).
- DVGW Merkblatt G 635 – Gasgeräte für den Anschluss an ein Luft-Abgas-System für Überdruckbetrieb (standardisiertes Verfahren).
- DVGW Merkblatt G 636 – Gasgeräte für den Anschluss an ein Luft-Abgas-System für Unterdruckbetrieb (standardisiertes Verfahren).
- DVGW Arbeitsblatt G 637 – Anschluss von Gasfeuerstätten mit mechanischer Abgasführung ohne Strömungssicherung an Hausschornsteine.
- Institut für Bautechnik: DVGW Bestands-LAS, Zulassung Z-7.1.230 vom 28.07.1993 (nicht verlängert)
- DIN V 18160-1 Abgasanlagen – Teil 1: Planung und Ausführung.
- DIN EN 13384-2 Abgasanlagen – Wärme- und strömungstechnische Berechnungsverfahren.